# کوچه ۱۴۱۸۲
سیارک ۱۴۱۸۲ (به انگلیسی: 14182 Alley، نامگذاری:1998WG12) چهارده هزار و صد و هشتاد و دومین سیارک کشف شده‌است که در ۲۱ نوامبر ۱۹۹۸ کشف شد.
قدر مطلق سیارک برابر ۱۵.۵ است.